# Camillo Baldi

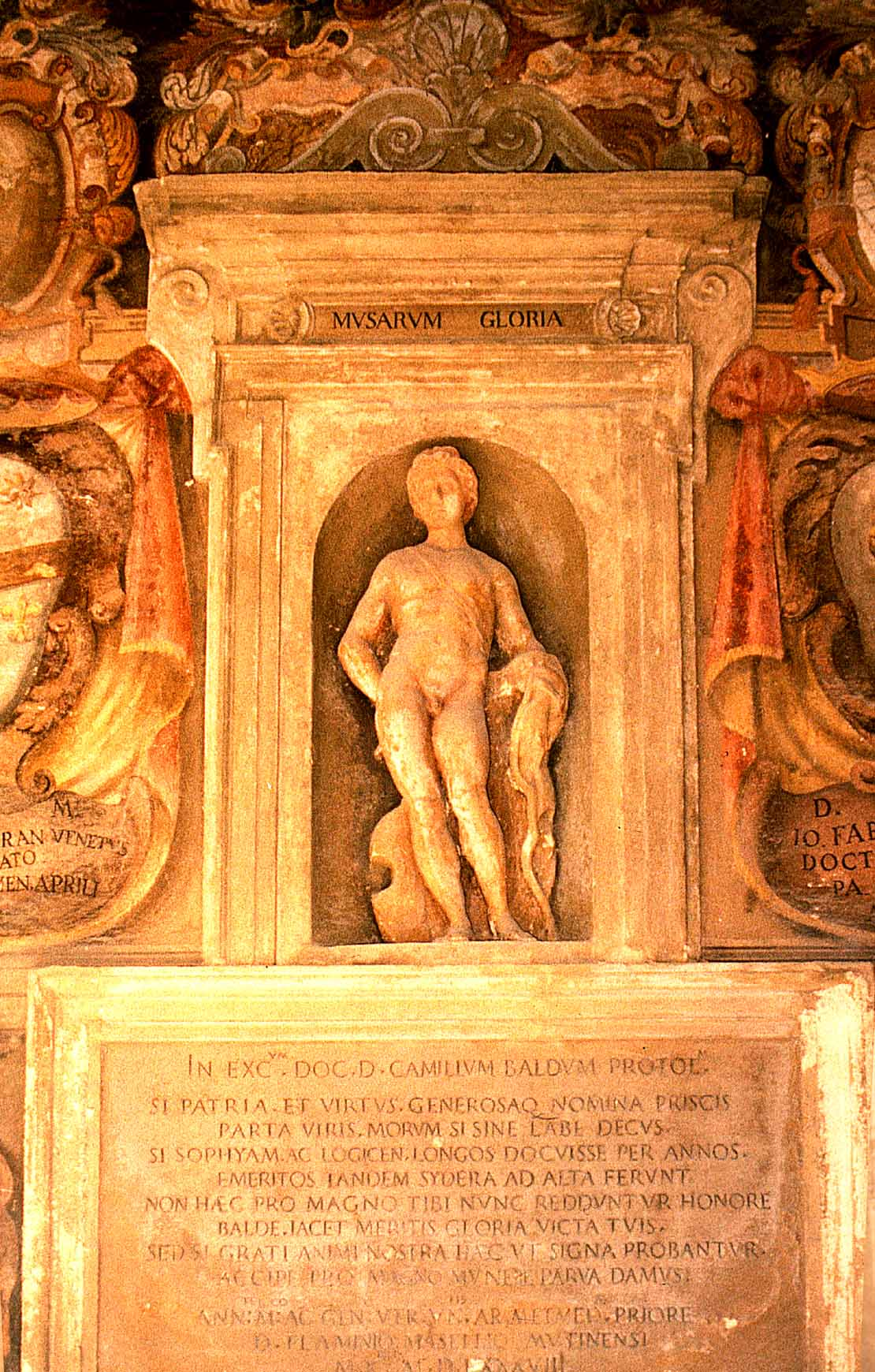
Denkmal für Camillo Baldi im Hof des Archiginnasio in Bologna

Camillo Baldi, auch Camillus Baldus und Camillo Baldo genannt, (* um 1550 in Bologna; † 24. März 1637 ebenda) war ein italienischer Philosoph und Arzt.

## Leben
Camillo Baldi wurde im Jahre 1550 als Sohn des Pietro Maria Baldi aus einer Familie von niedrigem Adel in Bologna geboren. Sein Vater war Dozent an der Universität von Bologna. Baldi schloss sein Studium der Geisteswissenschaften, Philosophie und Medizin am 14. Februar 1572 ab. Im Jahre 1576 erhielt er einen Lehrstuhl für Philosophie und begann mit Vorlesungen über die Lehre und Logik bei Aristoteles. Im Jahr 1579 promovierte er zum Professor für Philosophie. Von 1586 bis 1590 hatte er das Amt des „Protologicus“ inne. Dies ist auch durch eine öffentlich zugänglichen Inschrift in der Universität von Bologna mit den Worten „Secunda hora ad Logicam D. Camillus Baldus Prothologicus“ nachzulesen. Diesen Titel behielt Baldi lebenslang, obwohl er dieses Amt lediglich bis zum Jahr 1589 ausübte. Diese Funktion wurde anscheinend speziell für Baldi geschaffen, jedenfalls ist wenig darüber bekannt, was sie genau beinhaltete. Ab 1590 bis zu seinem Tode 1637 war er Professor für Philosophie. In einem Sechsjahreszyklus las er Werke der Naturphilosophie von Aristoteles. Während seiner sechzigjährigen Laufbahn an der Universität widmeten ihm seine Studenten drei Ehrenmale: zwei Gemälde an den Wänden des Auditoriums sowie ein Standbild im Hof. Weil derartige Würdigungen so gut wie unbekannt sind, kann darauf geschlossen werden, dass er ein sehr angesehener und beliebter Lehrer war. Er übernahm unterschiedliche leitende Funktionen an der Universität. Unter anderem war er „Decano“ (Dekan) und „Procancelliere“ (Vizekanzler). Daneben war er von 1620 bis 1637 Direktor des Museums von Ulisse Aldrovandi.
Einer von Baldis Studenten war der Dichter Alessandro Tassoni. Baldi wird in verschiedenen Briefen von Tassoni erwähnt. In Tassonis Gedicht La Secchia rapita (Der gestohlene Eimer) wird Baldi als Gesandter von Bolognas Bürgern nach Modena geschickt. Die Modeneser hatten den Bolognesern einen symbolträchtigen Eimer gestohlen und Baldi sollte Unterhandlungen zu dessen Rückgabe führen.

## Das früheste Werk über Graphologie
Baldi hinterließ zahlreiche Manuskripte und Publikationen über ein breites Themenspektrum. Bekannt ist sein Essay Trattato Come Da Una Lettera Missiva Si Conoscano La Natura E Qualità Dello Scrittore. Raccolta Dagli Scritti Del Sig Camillo Baldi Citadino. Bolognese, E Dato Alle Stampe Da Gio Francesco Grillenzoni (Traktat, wie man aus einem Brief etwas über die Natur und Qualität des Schriftstellers erfahren kann. Sammlung aus den Schriften von Herrn Camillo Baldi, Bürger aus Bologna, und in Druck gegeben durch Gio Francesco Grillenzoni) über Graphologie. Es ist die erste detaillierte Untersuchung zu diesem Thema und wurde 1622 publiziert. Damals war Baldi über 70-jährig. Eine weitere Ausgabe wurde 1625 gedruckt. 1983 erfolgte eine Neuauflage durch die Società Italiana di Grafologia, Bologna. Diese Ausgabe beinhaltet auch eine Reproduktion der Ausgabe von 1622. Die neueste Ausgabe kam 1992 heraus. 
1664 ist das Werk ins Lateinische übersetzt worden. Wiederentdeckt und ins Französische übersetzt wurde es 1900. Die neueste Übersetzung erschien 1993.
Die Publikation hatte ihren festen Platz als Anleitung zum Briefeschreiben in den gebildeten italienischen Kreisen des 16. und frühen 17. Jahrhunderts. Die Ausführungen lehnen sich stark an das klassische griechische Werk De elocutione (Über den Ausdruck) von Demetrius von Phaleron an. Baldi folgt Demetrius insofern, als er jene missbilligt, deren Ausdrucksweise zu gekünstelt ist. Er hält fest, dass solche Leute nichts über sich verraten, außer dass sie gewandt und gekünstelt sind. Weiter fährt er fort: Wenn sie (die Briefe) gänzlich ungekünstelt und ohne Gelehrsamkeit geschrieben sind, einfach so, wie die Natur es dem Schreiber gebietet, dann kann man vermutlich manches über den Schreiber erfahren. Baldi widmet seinen Betrachtungen über die Handschrift nur wenige Seiten (S. 18–21), aber auf ihnen beruht sein Ruf bis in die heutige Zeit.
Seine Deutungen der Handschrift sind interessant, haben allerdings wenig Bezug zu den modernen Theorien der Graphologie.
Ein Beispiel: Wenn die Handschrift sowohl gleichmäßig als auch wohlgeformt ist und den Anschein macht, mit Freude geschrieben worden zu sein, dann wurde sie wahrscheinlich von einer Person geschrieben die unwissend und unwert ist, denn man findet selten intelligente und kluge Leute, die ordentlich schreiben … diese Schreiber sind auch häufig kühl, geizig, töricht, masslos und unvorsichtig.

Andererseits spricht er von Handschriften, die unvorteilhaft, verbogen, schlecht geformt und schnell aber dennoch leserlich sind. Eine solche Handschrift ist nach seinem Dafürhalten Ausdruck eines reifen Mannes, der viel geschrieben hat.

Später sagt er: Wenn die Handschrift ungleichmässig ist, mit wellenförmigen und meist steigenden Zeilen, neigt eine Person dazu, dominieren zu wollen … Mit solcher Instabilität kann man auch ergänzen, dass sie wahrscheinlich cholerisch ist und geneigt, ihren Impulsen uneingeschränkt nachzugeben.

## Werke  (Auswahl)
- Alchemia e la sua medicina. Bibliotheca dell’Archiginnasio, Bologna 1597, MSS B., fol. 134r–134v. Dieses Werk existiert nur als Manuskript und ist niemals publiziert worden. 2010 wurde eine wissenschaftliche Abhandlung darüber geschrieben.[9]
- In physiognomica Aristotelis commentarii. Apud S. Bonomium, Bologna 1621, OCLC 820726081. (Ein ausführlicher Kommentar zum kurzen pseudo-aristotelischen Werk über Physiognomie).
- Alcune considerationi sopra una lettera d’Anton Perez scritta al duca di Lerma circa al modo di conservarsi in gratia del suo signore. Girolamo Vaschieri, Carpi 1622, OCLC 503968663.
- Trattato Come Da Una Lettera Missiva Si Conoscano La Natura E Qualità Dello Scrittore. Girolamo Vaschieri, Carpi 1622, OCLC 79563196.
- Trattato del modo di scriver bene una lettera. Girolamo Vaschieri, Carpi 1622.
- Delle mentite et offese di parole, come possino accomodarsi. T. Mascheroni et C. Ferroni, Bologna 1623, OCLC 247670986.
- De naturali ex unguium inspectione praesagio commentarius. Haered. Johann Rossi, Bologna 1629.
- De humanarum propensionum ex temperamento praenotionibus. Haered. Johann Rossi, Bologna 1629.
- Congressi civili… ne quali, con precetti morali e politici, si mostra il modo facile d’acquistar e conservar gli amici. Nic Tebaldini, Bologna 1637.